# Epacrideae
Epacrideae es una tribu de plantas perteneciente a la familia Ericaceae. El género tipo es: Epacris Cav. Incluye los siguientes géneros:

## Géneros
- Budawangia I. Telford
- Epacris Cav.
- Lysinema R. Br.
- Rupicola Maiden & Betche
- Woollsia F. Muell.